# Malik al-Salih Ayyoub
Pour les articles homonymes, voir Ayyoub.
Al-Malik as-Sâlih Najm ad-Dîn  Ayyûb (v. 1207 † 1249) est sultan ayyubide d’Égypte de 1240 à 1249 et de Damas de 1245 à 1249. Il est fils d’Al-Kâmil, sultan d’Égypte et de Damas, et d’une concubine nubienne.

## Biographie
En 1239, après avoir pris Damiette, les croisés marchent sur Le Caire, mais sont surpris par la crue du Nil et capturés par les armées d'Al-Kâmil. Un traité est signé, échangeant la liberté des croisés contre la remise de Damiette, et le jeune Al-Salih Ayyoub est envoyé en otage chez les Francs afin de garantir la bonne exécution du traité par son père.
Son père meurt le 8 mars 1238, et son demi-frère Al-Malik al-`Adil Sayf ad-Dîn lui succède, mais est incapable d'empêcher l'anarchie dans l'empire ayyoubide. Au début de l’année 1239, Al-Salih Ayyoub s'empare de Damas, mais il en est chassé en septembre 1239 par son oncle Al-Salih Ismaël, puis est capturé peu après par un cousin, An-Nasir Dâ'ûd, émir de Transjordanie et ancien sultan de Damas. Les deux cousins finissent par se réconcilier et s'allient, Ayyoub espérant s'emparer de l'Égypte et An-Nasir de Damas. Ils marchent sur l’Égypte et Al-Adel mène l'armée égyptienne pour leur barrer la route à Bilbéis mais, ayant mécontenté les mamelouks, il est déposé le 31 mai 1240 par ces derniers qui offrent le trône à Al-Salih Ayyoub.
Inquiet de ce changement de régime en Égypte, Ismaël s’allie aux croisés en leur cédant Safed et Beaufort, mais Ayyoub parvient à rompre l’alliance en cédant à son tour Ascalon et Ismaël doit se soumettre. Il renouvelle le traité de 1229 avec Richard de Cornouailles et restitue au royaume de Jérusalem la région de Sidon, la Galilée orientale avec Tibériade, le pays de Jaffa et d’Ascalon (1241). Le statu quo entre l’Égypte et Damas se maintient jusqu’en 1243, et l’émir de Damas fait à nouveau alliance avec les Francs. Al-Salhi Ayyoub s’allie alors avec les Korasmiens qui ravagent le sultanat de Damas, prennent Jérusalem le 23 août 1244 et en massacrent la population chrétienne, puis rejoint l'armée égyptienne à Gaza et écrase l’alliance franco-syrienne à La Forbie le 17 octobre 1244. Fort de son succès, Al-Salih Ayyoub en profite pour assiéger Damas, qui se rend en octobre 1245.
Se méfiant des éléments traditionnel de l’armée ayyoubide (soldats kurdes libres, régiment d’esclaves mamelouks créés par ses prédécesseurs comme le Salahiya de Saladin et le Kamiliya d’al-Kamel), il s’entoure d’une garde mamelouke de sa création, casernée sur une île du Nil (Bahr an-Nil), qui lui donne le nom de Bahriya as-Salihiya ce qui donnera le nom de Mamelouks Baharites à ceux qui vont prendre la succession des Ayyoubides.
En 1247, il reprend Ascalon et la Galilée orientale. Mais le sac de Jérusalem en 1244 a scandalisé l’Europe. À la suite d'un vœu prononcé lors d’une maladie, le roi Louis IX décide de prendre la Croix. L’empereur Frédéric II, toujours en bons termes avec la cour du Caire, la prévient du projet de croisades. En 1248, Ayyoub est en guerre contre son cousin Al-Nasir Yusuf qui s’est emparé d’Homs aux dépens d’Al-Ashraf, allié d’Ayyoub, et assiège la ville. L’annonce de la septième croisade oblige les deux cousins à se réconcilier, avec la médiation d’Al-Musta'sim calife abbasside de Bagdad.
Les croisés français de Louis IX débarquent à Damiette le 6 juin 1249, qui est abandonnée sans combats. Le sultan Ayyoub, immobilisé par la tuberculose, propose à Louis d’échanger Damiette contre Jérusalem. Louis refuse de traiter avec un « infidèle ». Ayyoub prend alors l’offensive. Il se fait transporter en litière vers Mansourah, « la victorieuse », ville construite par son père Al-Kâmil sur le site de la défaite franque de 1221. Il tombe dans le coma le 20 novembre, alors que les Francs, encouragés par la décrue du Nil, quittent Damiette en direction de Mansourah. Trois jours plus tard, Ayyoub meurt, rongé d’ulcère et de phtisie. Son épouse favorite, Chajar ad-Durr, « l’arbre aux joyaux », une esclave arménienne, rassemble les familiers du sultan et leur ordonne de garder le silence sur sa mort avant le retour de l’héritier du trône, Al-Mu'adham, alors en Irak. L’émir Fakhreddin écrit une lettre au nom du sultan pour appeler au djihad.

## Portrait
Ce sultan ayyoubide n’avait ni l’ouverture de cœur de son grand-oncle Saladin, ni la curiosité d’esprit de son grand-père Al-Adel, ni la souplesse diplomatique de son père Al-Kâmil. Sa cupidité lui fait mettre à mort un grand nombre d’émirs et lui permet de s’emparer de leurs richesses. Il ne se plaisait qu’en compagnie des Bahrides de sa garde mamelouk à qui il avait distribué les commandements détenus par les émirs mis à mort. Selon le chroniqueur Abu Fidal, « personne n’osait lui parler, excepté pour répondre à une question. Les requêtes qu’on lui soumettait étaient placées sous ses yeux par les eunuques. Aucun ministre n’osait prendre la moindre décision avant de l’avoir consulté par écrit ».

## Postérité
Il a eu plusieurs épouses et favorites, dont seule Chajar ad-Durr est connue.
Celles-ci ont donné naissance à plusieurs enfants :
- Malik al-Moghith Feth ed-Din Omar († 1244), nommé gouverneur de Damas par son père en 1239, il est emprisonné par son grand-oncle Al-Salih Ismaël lorsqu’il s’empare de la ville et meurt en prison au bout de cinq ans.
- Khali, fils de Chajar ad-Durr et mort en bas âge.
- Al-Malik al-Mu`azzam Tûrân Châh († 1250), également fils de Chajar ad-Durr, sultan d’Égypte à la mort de son père et assassiné par les Mamelouks peu après.